# Antun Gustav Matoš
Antun Gustav Matoš (IPA: [ǎntuːn ɡûstaʋ mâtoʃ]) (Tovarnik, 13 giugno 1873 – Zagabria, 17 marzo 1914) è stato uno scrittore e giornalista croato.

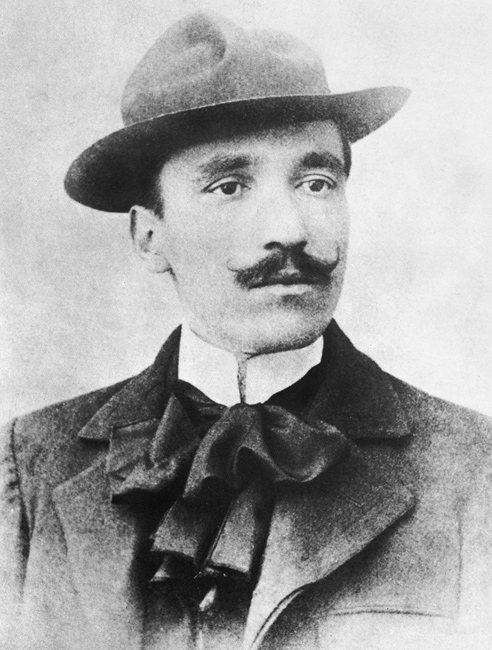
Antun Gustav Matoš

Dopo gli studi della scuola media si iscrisse alla scuola veterinaria militare di Vienna, ma non vi ultimò mai gli studi. Si arruolò nell'esercito e dato il suo carattere di ribellione venne rinchiuso in prigione. Scappò dalla prigione e si rifugiò a Belgrado. Dalla capitale serba si trasferì a Ginevra e successivamente a Parigi. Finalmente nel 1908 ritornò a Zagabria, dove visse i suoi ultimi giorni facendo il pubblicista e lo scrittore. Morì ancor giovane nel 1914 di tubercolosi.

## Opere
Matoš era un uomo di carattere forte e battagliero in una vita tormentata dalle amarezze e dalle incomprensioni altrui. Fu uno scrittore molto prolifico, ma in vita non diede molto in stampa. Scrisse oltre mille opere, tra cui troviamo racconti, novelle, versi, saggi, articoli e lavori teatrali. I suoi scritti aprirono nuovi orizzonti alla letteratura croata.
Pubblicò durante la sua vita tre raccolte di novelle e racconti: Iverje, 1899 ("Schegge"); Novo iverje, 1900 ("Nuove schegge"); Umorne priče, 1909 ("Storie stanche"). Uno dei temi affrontati nelle sue novelle erano le problematiche culturali e politiche della Croazia contemporanea. Questo tema viene ripreso in opere come Moć savjesti ("La potenza della coscienza") e in Kip domovine leta 188 ("Stato della patria nell'anno 188"). Altre novelle invece trovano spesso un tema irreale e romantico come in Miš ("Il topo") e Čestitka ("Congratulazioni"). La critica del tempo non apprezza molto la sua prosa, perché spesso nei suoi racconti usa ampie descrizioni e fa ritratti psicologici dei singoli personaggi e tutto ciò si inquadra nel genere simbolistico.
Iniziò a scrivere versi molto giovane, ma non volle pubblicarli, in quanto si sottopose a una severa autocensura. Durante la sua vita pubblico un'ottantina di composizioni liriche perché ambiva «a soddisfare coi versi le proprie esigenze musicali, scrivendoli con le orecchie per le ˝buone˝ orecchie».